# エドモンド・モレル (ジャーナリスト)

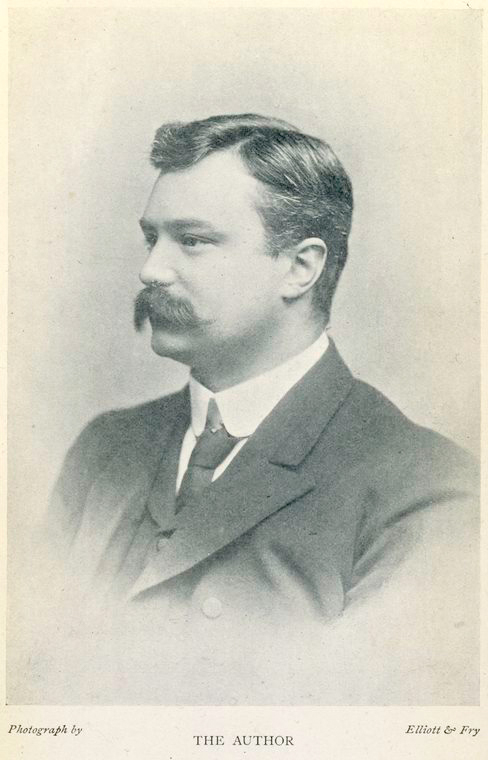
エドモンド・モレル

エドモンド・モレル（Edmund Dene Morel，1873年7月10日 - 1924年11月12日）は、イギリスのジャーナリスト。
パリ出身。8歳でイギリスの寄宿学校に入学し、15歳まで学ぶ。17歳でリヴァプールの海運会社の事務員となり、1893年からは生活のためにアフリカ関係を扱うジャーナリストの仕事もするようになった。海運会社の主任連絡員としてリバプールからベルギーを往復する間にコンゴ自由国から輸入されるゴムの圧倒的多さに対して、ベルギーからコンゴへ輸出される商品が武器弾薬に限られていることに気付いて調査に乗り出し、1900年からコンゴ自由国の内情とベルギー国王レオポルド2世の圧制を暴露して糾弾した。1906年には代表作『赤いゴム』を発表し、国際世論を味方につけレオポルド2世を追い詰め、1908年にコンゴ自由国を消滅させた。第一次世界大戦が勃発すると反対運動に加わり逮捕され、刑務所で半年間服役した。大戦後は労働党から下院議員に選出され、1924年に亡くなった。